# 林景南
林景南（英語：Ed Lin）是一名台灣裔美國作家和小說家。他是首位三度贏得亞裔美國文學獎的作家
。

## 小說
Waylaid (2002)，這是林的第一部小說。